# (200186) 1999 RY72
(200186) 1999 RY72 es un asteroide perteneciente al cinturón de asteroides, descubierto el 7 de septiembre de 1999 por el equipo del Lincoln Near-Earth Asteroid Research desde el Laboratorio Lincoln, Socorro, Nuevo México.

## Designación y nombre
Designado provisionalmente como 1999 RY72.

## Características orbitales
1999 RY72 está situado a una distancia media del Sol de 2,578 ua, pudiendo alejarse hasta 3,291 ua y acercarse hasta 1,866 ua. Su excentricidad es 0,276 y la inclinación orbital 2,509 grados. Emplea 1512,59 días en completar una órbita alrededor del Sol.

## Características físicas
La magnitud absoluta de 1999 RY72 es 16,9.